# Liste der Ramsar-Gebiete in Suriname
Die Ramsar-Gebiete in Suriname bestehen aus einem Feuchtgebiet mit einer Gesamtfläche von 12.000 ha, das unter der Ramsar-Konvention registriert ist (Stand April 2022). Das nach dem Ort des Vertragsschlusses, der iranischen Stadt Ramsar benannte Abkommen ist eines der ältesten internationalen Vertragswerke zum Umweltschutz. In Suriname trat die Ramsar-Konvention am 22. November 1985 in Kraft.
Das Ramsar-Gebiet in Suriname ist ein Feuchtgebiet, das aus verschiedenen Ökosystemen besteht wie  Mangrovensümpfen, Sandstränden und Sandbänken in der Coppename-Mündung, Süßwasser- und Brackwasserlagunen, Schlammflächen bei Niedrigwasser und beherbergt wichtige Schlaf- und Brutstätten von Scharlachsichlern, acht Reiherarten und dem Rosalöffler.
Im Folgenden sind alle Ramsar-Gebiete in Suriname alphabetisch aufgelistet.
| Nr. | Name des Gebiets                | Bild | Ramsar-Gebietsnr. | Ausweisungs- datum | Fläche (ha) | Höhe (m) | Management- plan | Region    | Lage                    |
| --- | ------------------------------- | ---- | ----------------- | ------------------ | ----------- | -------- | ---------------- | --------- | ----------------------- |
| 1   | Coppenamemonding Nature Reserve |      | 304               | 22. Juli 1985      | 12000       | 0 bis 12 | Ja               | Saramacca | 5,93306° N, 55,71667° W |